# Манучегр Еґбал
Манучегр Еґбал (перс. منوچهر اقبال; 13 жовтня 1909 — 25 листопада 1977) — іранський державний і політичний діяч, прем'єр-міністр країни у 1957—1960 роках.

## Життєпис
Народився в Кашмері. 1926 року закінчив середню школу в рідному місті, після чого продовжив навчання у Франції. 1933 року закінчив медичний факультет. Повернувшись на батьківщину, вступив до лав збройних сил, а 1935 року був призначений на посаду глави муніципального департаменту охорони здоров'я Мешхеда. З 1939 року почав працювати професором медичного факультету Тегеранського університету.
1942 року розпочав свою політичну діяльність, отримавши пост заступника міністра охорони здоров'я Ірану. Тоді Іран перебував під окупацією британських і радянських військ, а також страждав від внутрішніх негараздів. Від 1944 до 1950 року Еґбал обіймав посаду міністра охорони здоров'я Ірану. Після цього був генерал-губернатором Іранського Азербайджану.
1953 року став сенатором у парламенті, а 1954 року отримав пост президента Тегеранського університету. 3 квітня 1957 року Еґбал очолив іранський уряд і наказав виділити з бюджету 7 мільярдів ріалів на розвиток промисловості й сільського господарства. Такі заходи мали позитивний ефект і позначились на зростанні іранської економіки. Після відставки з посту глави уряду Манучегр Еґбал 1963 року став виконавчим директором Національної іранської нафтової компанії.